# Ion Popescu Negreni
Ion Popescu Negreni  (n. 2 ianuarie 1907, în comuna Negreni, județul Olt – d. 28 octombrie 2001, București) a fost un pictor român.

## Studii
Absolvent al Academiei de Arte Frumoase, București, în anul 1931, la clasa de pictură a profesorilor Camil Ressu și Constantin Artachino. A fost profesor de liceu la Slatina, Timișoara, Brăila și București. Din 1954 până în 1972 a fost profesor la Institutul de Arte Plastice din București.

## Expoziții personale
- 1955 - Sala "Nicolae Cristea", București;
- 1967 - Sala Dalles, București; Sinaia; Rm. Sărat; Tg. Mureș; Cluj; Timișoara; Satu Mare; Piatra Neamț; Bacău;
- 1976 - Sala Dalles, București;
- 1984 - Sala Dalles, București;
- 1987 - Muzeul National de Arta, București;
- 1992 - "Galeriile Centrale de arta", Brăila;
- 1993 - "Galeriile de arta" ale Cercului Militar National, București;
- 1996 - Galeriile de artă Louis Calderon - București

## Expoziții de grup
- 1937 - Salonul de toamnă, București;
- 1942 - Galați;
- 1948 - Expoziția "Flacăra", București;
- 1953-1989 - Anualele de stat, București;
- 1957 - Expoziția "10 ani de creație plastică", București;
- 1959 - București;
- 1960 - Uzina "Republica", București;
- 1965 - Mogoșoaia;
- 1971 - București;
- 1972 - Expoziția "Noi peisaje românești", București
- 1973, 1974, 1987, 1991, 1996 - București.

## Participări la expoziții românești peste hotare
- 1958 - Moscova;
- 1968 - Praga, Menton;
- 1969 - Tel Aviv, Scopje, Lüdenscheid, Beirut;
- 1971 - Bagdad;
- 1973 - Buenos Aires, Brasilia, Sao Paulo, Cuiaba, Montevideo, Beijing, Tientsin, Phenian;
- 1974 - Caracas, Santiago de Chile, Beirut;
- 1975 - Bagdad.

## Călătorii de studii
Bulgaria, Franța, Italia, Cehoslovacia, URSS, Spania.
Lucrări în muzee și colecții particulare din: România, Franța, Germania, Suedia, Italia, Israel, S.U.A., Brazilia, Elveția.

## Opera
- „ Pentru Ion Popescu-Negreni, realitatea rămâne, în mod nedogmatic, un model inepuizabil nu atât de «subiecte», nici ca dat ce epuizează în autoritatea mesajului său perceptiv relația cu subiectul creator/interpret, ci de forme, de raporturi cromatice, de confruntări/armonizări dintre marile mase cromatice și discursul linear. Ca la majoritatea artiștilor pentru care realitatea se situează la mijlocul distanței între model și pretext, el nu se concentrează asupra aspectului conceptual al abordării realității și, cu atât mai puțin, asupra aspectelor ideologice ale referinței, aflându-se într-o stare de maximă libertate în atelierul său, în care exercițiul în plain-air introduce o informație utilă mai curând pentru a stimula un imaginar pur pictural, departe de funcțiile substitutive, ficționale subsumate unui regim simbolic.” (Alexandra Titu).

## Pagini de jurnal
- Pentru Ion Popescu-Negreni, „pictura e numai Tăcere.” „Gloria în artă, spunea artistul, se obține prin ardere proprie, printr-un consum dureros al ființei tale. Ca pictor, am căutat pe cât am putut să prevăd aceste lucrări cu niște virtuți spre a trece prin vama timpului și, la analiza doctă a teoreticienilor, să nu mă umilesc, să păstrez tăcere.” („Pagini de jurnal”).

## Premii și distincții
- 1979 - Premiul pentru pictura al U.A.P.;
- 1987 - Marele premiu al U.A.P.;
- 1992 - Premiul Academiei Române.

### Decorații
- "Meritul cultural" clasa a II-a (1968);
- Ordinul național „Pentru Merit” în grad de Mare Ofițer (1 decembrie 2000) „pentru realizări artistice remarcabile și pentru promovarea culturii, de Ziua Națională a României”[3]